# Ford GT90
A Ford GT90 koncepció sportautó, amelyet a Ford Motor Company gyártott. A GT90-t a  Detroit(i) Auto Show-on mutatták be, 1995-ben, mint a "világ legjobb szuperautóját."

## Kialakítása

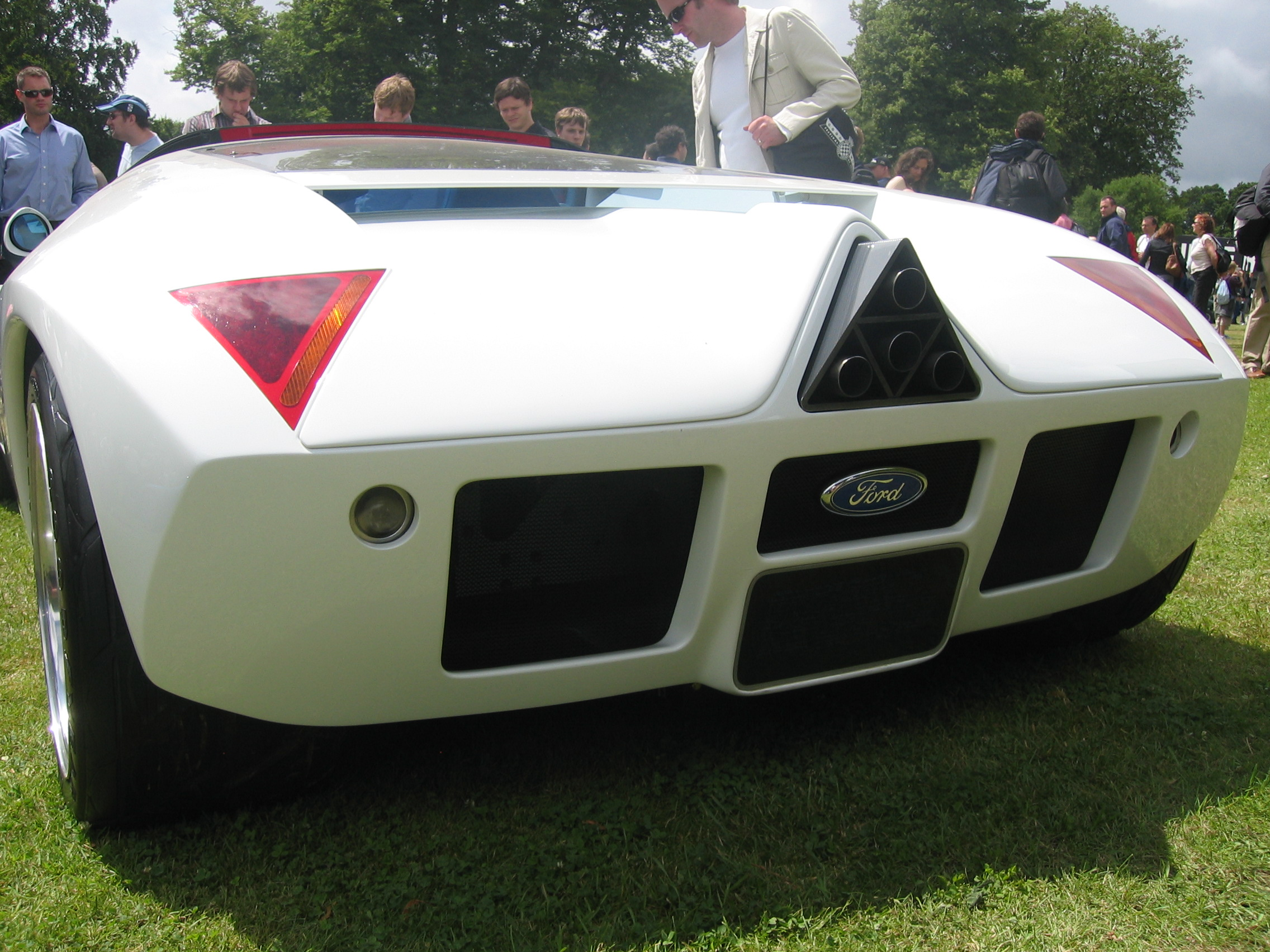
A GT90 fara

A kialakítása lehetővé teszi az óránkénti 235 mpht (~380 km / h). Negyed mérföldre  140 mph (225 km / h) teljesítmény. A 720 lóerős (537 kW; 730 LE), Quad-turbófeltöltős V12-es motor DOHC-val. A kipufogó gyenge és rossz hűtése miatt hozzájárul, hogy a kerámiabetétek megolvadjanak, így hamar tönkreteszik az autó karosszériáját. Az autó elődje a Ford GT40, amelyből a '90 kevés stíluselemet örökölt; Többek között az ajtókat, a tetővágást, de semmi többet. Ez az autó volt a legelső, aminél a Ford történelmében először és utoljára alkalmazták a "New Edge" tervezési filozófiát. Ezzel próbálták még jobban fokozni az áramvonalas test légdinamikáját.
A GT90 köré épült a méhsejt keresztmetszetű alumínium önhordó karosszéria szénszálas. Ez az építő kis csapat ötlete volt, akik közel fél év alatt alkották meg megálmodott legjobb és legerősebb sportautójukat. Így a GT90 letaszította a trónról az akkori Jaguar XJ220-at. A sokoldalú kettős keresztlengőkaros felfüggesztés, az öt-fokozatú manuális sebességváltó, a 48 szelepes V12 6 literes motor; 720 LE (537 kW). Ebben nagy szerepet játszik a négy Garrett AiResearch T2 turbófeltöltő.

### Specifikáció
- 0-60: 3.1 sec
- 0-100: 6.2 sec
- Negyed mérföld 140 mph (225 km/h) 10.9 sec
- Csúcssebesség: 235 mph (379 km/h)

### Dimenziók
- alváz: szénszálas alumínium méhsejt önhordó karosszéria
- hossz: 4470 mm (176-ban)
- szélesség: 1963 mm (77.3 in)
- magasság: 1140 mm (44.9 in)
- Tengelytáv: 2946 mm (116-ban)
- felfüggesztés: kettős keresztlengőkaros
- kormánymű: panel-és fogaskerék, szervokormány
- fékek: összhűtéses fúrt féktárcsák
- Váltó: 5 sebességes kézi
- Hajtómű: Hátsó kerék (2 kerék)
- súly: 3.199 £ (1451 kg)

### Motor
- konfiguráció: V12
- helye: középső
- konstrukció: alumínium blokk és  fej
- elmozdulás: 5,927 liter/361.7 cu in
- furat: 90,2 mm (3,6 in)
- löket: 77.3 mm (3)
- tömörítés: 8,0:1
- vezérmű: 4 szelep / henger, DOHC
- üzemanyag-adagolás: üzemanyag-befecskendezés
- turbó: 4 Garret T2 turbó
- teljesítmény: 720 bhp/537 KW 6600 rpm
- nyomaték: 895/660 ft lbs at 4750 rpm
- BHP: 121
- liter: 6.0

Felfedezhető néhány videójátékban, ezek: Need for Speed II, Sega GT 2002, Ford Racing 2, Ford Racing 3, Gran Turismo 2, "Rush 2: Extreme Racing USA", TOCA Race Driver 2, TOCA Race Driver 3, Project Gotham Racing 3 and Ford Street Racing.

## Fordítás
- Ez a szócikk részben vagy egészben  a   Ford GT90 című angol Wikipédia-szócikk ezen változatának fordításán alapul.  Az eredeti cikk szerkesztőit annak laptörténete sorolja fel. Ez a jelzés csupán a megfogalmazás eredetét és a szerzői jogokat jelzi, nem szolgál a cikkben szereplő információk forrásmegjelöléseként.